# Празький студент (фільм, 1926)
«Празький студент» (нім. Der Student von Prag) — німецький експресіоністський фентезійний фільм-драма 1926 року, поставлений режисером Генріком Галеєном, ремейк однойменного фільму 1913 року режисерів Стеллана Рійє та Пауля Вегенера.

## Сюжет
Студент Балдуїн (Конрад Фейдт), що нидіє від безгрошів'я, блискучий фехтувальник, приймає пропозицію від таємничого італійця Скапінеллі (Вернер Краус) підписати з ним підозрілий договір, за яким Балдуїн отримає купу грошей. Натомість Скапінеллі зможе взяти що захоче з кімнати студента. Скапіинеллі забирає з собою відображення студента в дзеркалі. Потім за допомогою таємничої магії він знайомить Балдуїна з Маргіт (Агнеса Естергазі), дочкою графа — студент рятує її, коли та падає з коня, що сказився, під час полювання. Між ними виникають почуття, проте закохана в Балдуїна квіткарка Лідушка (Елізза Ла Порта) розповідає про нього і Маргіт її наресеному, баронові Валдісу (Фердинанд фон Альтен). Барон ображає Балдуїна і той викликає його на дуель. Батько Маргіт (Фріц Альберті), який знає про успіхи Балдуїна у фехтуванні, приходить до студента та просить його не вбивати барона. Балдуїн великодушно погоджується. Проте доро́гою до місця поєдинку його коляска ламається, і коли студент нарешті підходить до місця дуелі, то зустрічає свого двійника із скривавленою шаблею в руках — барон вже убитий. Двійник починає всюди йти слідом за Балдуїном, роблячи його життя нестерпним і здійснюючи ганебні вчинки, які, природно, приписуються Балдуїнові. Побачивши свого двійника в дзеркалі, студент, що зневірився, стріляє в нього і розбиває скло. Але двійник — це його невід'ємна частина, і він помирає, вдивляючись в осколки дзеркала.

## У ролях
| • Конрад Фейдт          | … | Балдуїн, студент           |
| • Елізза Ла Порта       | … | Лідушка, квіткарка         |
| • Фріц Альберті         | … | граф Шварценберг           |
| • Агнеса Естергазі      | … | графиня Маргіт, його дочка |
| • Фердинанд фон Альтен  | … | Валдіс, барон              |
| • Вернер Краус          | … | Скапінеллі, лихвар         |
| • Еріх Кобер            | … | студет                     |
| • Макс Максиміліан      | … | студент                    |
| • Мерієн Альма          |   |                            |
| • Адольф Петер Гоффманн |   |                            |
| • Сільвія Торф          |   |                            |

## Знімальна група
- Автор сценарію — Генрік Галеєн, Ганс Гейнц Еверс
- Режисер-постановник — Генрік Галеєн
- Продюсер — Гаррі Р. Сокал
- Оператор — Гюнтер Крампф, Еріх Ніцшман (в титрах не зазначений)
- Композитор — Віллі Шмідт-Гентнер
- Артдиректор — Германн Варм

## Додаткові факти
- У порівнянні з первинним фільмом сценарій Ганса Гейнца Еверса істотно перероблений — він драматичніший, в ньому значно більше місця приділено ролі Скапінеллі, який став практично другою за значимістю дійовою особою фільму.
- Прем'єра фільму в Німеччині відбулася в Берліні 25 жовтня 1926.